# Ashland (California)
Ashland è un census-designated place degli Stati Uniti d'America, situato nella Contea di Alameda in California.